# Lommaren
Lommaren är en långsmal sjö vid Norrtälje i Uppland som ingår i Norrtäljeåns huvudavrinningsområde. Lommaren var tidigare en del av Norrtäljeviken, men ombildades till insjö omkring år 800. Sjön ingick som en del i den viktiga kommunikations- och fraktleden mellan Upplands inland och Östersjön.
Sjön är 6,2 meter djup, har en yta på 2,17 kvadratkilometer och befinner sig 4,1 meter över havet. Sjön avvattnas av vattendraget Norrtäljeån (Ålderskärrån). Vid provfiske har bland annat abborre, björkna, braxen och gers fångats i sjön.
Lommaren sträcker sig i väster från Sundsta till Norrtälje i öster och är cirka 7 km lång. Norrtäljeån rinner från Lommaren. Tillrinning sker bland annat från Husbyån, Norrtälje kommun i väster, via Lommarsundet från Kyrksjön i söder och från Malstasjön i norr. Badplats finns i Vigelsjö i Norrtälje.

## Delavrinningsområde
Lommaren ingår i delavrinningsområde (662988-166126) som SMHI kallar för Utloppet av Lommaren. Medelhöjden är 19 meter över havet och ytan är 17,96 kvadratkilometer. Räknas de 28 avrinningsområdena uppströms in blir den ackumulerade arean 348,97 kvadratkilometer. Avrinningsområdets utflöde Norrtäljeån (Ålderskärrån) mynnar i havet. Avrinningsområdet består mestadels av skog (48 procent), öppen mark (11 procent) och jordbruk (26 procent). Avrinningsområdet har 2,06 kvadratkilometer vattenytor vilket ger det en sjöprocent på 11,4 procent. Bebyggelsen i området täcker en yta av 0,37 kvadratkilometer eller 2 procent av avrinningsområdet.

## Fisk
Vid provfiske har följande fisk fångats i sjön:
- Abborre
- Björkna
- Braxen
- Gärs
- Gädda
- Gös
- Löja
- Mört
- Sutare
- Ruda